# Schloss Wendgräben

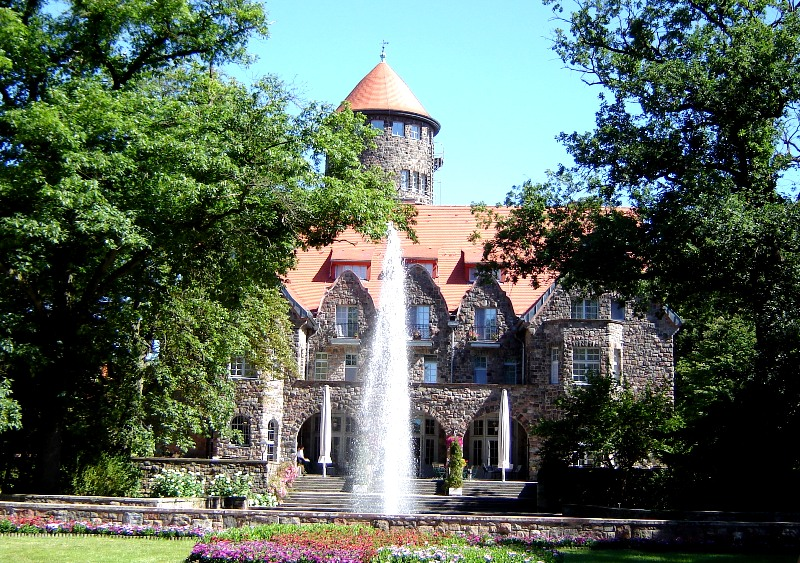
Schloss Wendgräben

Schloss Wendgräben ist ein 1910 im Stil englischer Landhäuser erbauter ehemaliger Herrensitz auf dem Gebiet der Stadt Möckern in Sachsen-Anhalt.

## Geografie
Das Schloss liegt 500 Meter nördlich der kleinen Siedlung Wendgräben, einem ehemaligen Vorwerk. Schloss und Siedlung bilden heute einen gleichnamigen Ortsteil der Stadt Möckern. Nach dort sind es, wie auch nach Loburg, etwa vier Kilometer. Laub- und Kiefernwälder des Westflämings umgeben die Anlage, die sich im Landschaftsschutzgebiet Loburger Vorfläming befindet.

## Bauherr
Den Auftrag zum Bau des Herrenhauses erteilte Hanns Waldemar von Wulffen, Rittergutsbesitzer in Groß-Lübars und Enkel des Pour-le-Mérite-Trägers August Wilhelm von Wulffen (1787–1869). Ihm gehörte neben Wendgräben das Rittergut Loburg III, welches er als vormaliges zusammengefasstes 1300 ha Familienfideikommiss von seinem Vater  Waldemar von Wulffen (1824–1902), liiert mit Marie Freiin von Bonsari, erbte. Er war so Spross einer alten Adelsfamilie, deren Geschichte eng mit der ehemaligen Stadt Loburg verbunden ist. Hanns Waldemar von Wulffen wurde 1864 als Sohn eines preußischen Oberstleutnants geboren und starb 1942 durch Selbstmord. Er hinterließ seine Frau Martha, geborene Löbbecke (1873–1955). Sie besaß mit Mahndorf selbst ein 400 ha Gut, wohnte zuletzt in Bayern, die sechs Kinder lebten größtenteils in Norddeutschland.

## Architekt
Mit der Planung und Bauleitung beauftragte von Wulffen den Berliner Architekten Hermann Muthesius (1861–1927), da ihm dieser am ehesten geeignet erschien, seine Vorstellungen von einem Herrenhaus im englischen Landhausstil zu verwirklichen. Muthesius hatte Anfang des 20. Jahrhunderts begonnen, diesen von ihm als „Englisches Haus“ bezeichneten Baustil als Gegensatz zum Historismus und dem Jugendstil in Deutschland einzuführen.

## Baubeschreibung

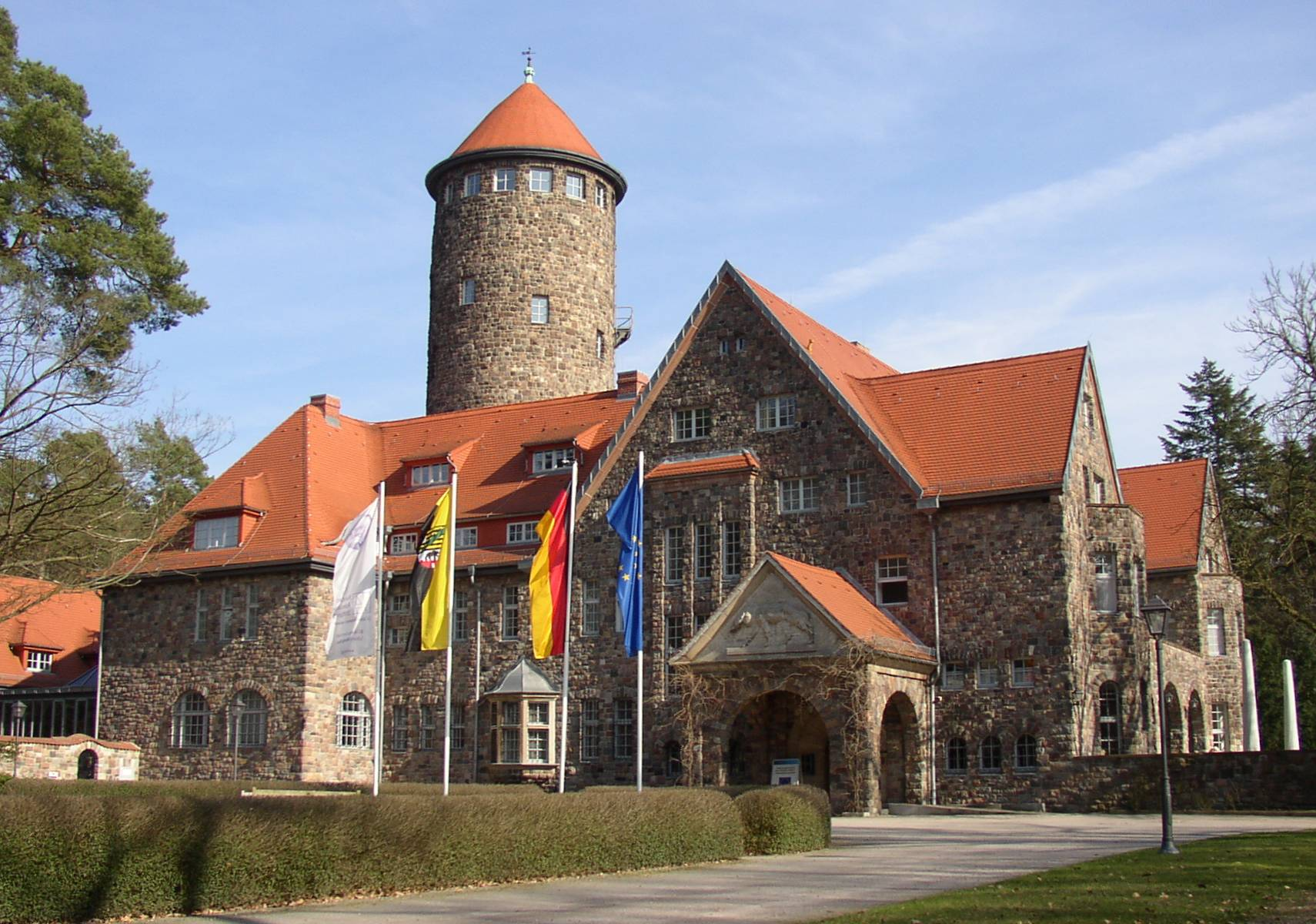
Schloss

Die Anlage ist ein dreigeteilter Baukörper, der sich in Wohntrakt, den Wirtschaftsbereich und einen 31 Meter hohen Rundturm gliedert. Die Außenwände sind mit grauvioletten Granitfindlingen verkleidet, die von dem Wulffschen Gut Groß-Lübars geborgen wurden. Die Giebeldächer sind mit Ziegeln gedeckt.
Die Südseite des Gebäudes ist aufwändig gestaltet. Sie wird von zwei vorspringenden spitzgiebligen Anbauten flankiert, die eine Terrasse einrahmen, der drei Rundbögen vorgesetzt sind, die einen die Terrasse überdachenden Balkon tragen. Die Rückwand des Balkons wird von drei Giebeln gebildet, die über die Traufe des Hauptdaches hinausragen.
Die Ost- wie die Westseite sind fast identisch ausgeführt. Die Fassade wird durch einen südlich versetzten, ebenfalls spitzgiebligen dreigeschossigen Erker unterbrochen, dem an der Westseite gleichermaßen nach Süden versetzt, eine durch drei Rundbögen gebildete Eingangshalle mit Giebeldach vorgestellt ist. Im Norden schließt sich der Wirtschaftsflügel an, der die Westfassade des Hauptgebäudes um etwa vier Meter überragt, die Nordfassade jedoch nur um ein Drittel verdeckt.
Für den optischen Zusammenhalt von Haupthaus und Wirtschaftsteil sorgt der Rundturm, der im Nordostwinkel zwischen Haupthaus und Wirtschaftsgebäude etwas nach Norden versetzt errichtet wurde. Er ist siebengeschossig und mit einem Zeltdach versehen. Der Turm ist eine 1:1-Kopie des Bergfrieds der Loburger Burg.
Das Schloss ist von einem Gartenpark umgeben, der 1911 von dem Düsseldorfer Gartenarchitekten Walter von Engelhardt entworfen wurde. Er wird im Wesentlichen von einer vom Haus ausgehenden Nord-Süd-Achse gebildet, beginnend mit einem steinernen Wasserbecken und in die Landschaft auslaufend.

## Geschichte
Während der Rohbau innerhalb von zwei Jahren 1912 abgeschlossen war, zog sich der Ausbau der Innenräume bis in die zwanziger Jahre hin. Noch 1922 sprach Bauherr von Wulffen über sein Haus von einem Torso. Er begründete die Verzögerungen bei der Fertigstellung auch damit, dass er sich frühzeitig als Freiwilliger im Ersten Weltkrieg gemeldet hatte. Genutzt hat die Familie von Wulffen ihr „Herrenhaus“ nicht sehr lange, denn ab 1938 verpachtete sie das Schloss an die Nationalsozialistische Volkswohlfahrt, die es als Müttergenesungs- und Entbindungsheim nutzte.
Von 1945 bis 1947 diente Schloss Wendgräben als Aufnahmelager für Vertriebene und Flüchtlinge aus dem Osten Deutschlands.
Mit der Bodenreform wurden die von Wulffens 1947 ihres gesamten Grundbesitzes enteignet und verloren so auch Schloss Wendgräben. Von 1947 bis 1975 befand sich im Schloss die Heimoberschule Wendgräben, eine Erweiterte Oberschule mit Internat für Schüler der 9.–12. Klassen mit ca. 160 Schülern pro Jahr. Etwa 1000 Schüler absolvierten diese Schule. Von 1975 bis 1991 Nutzung als Schule für lernbehinderte Kinder. Diese Wochenschule mit Internat für 40–50 Schüler pro Jahr wurde 1991 nach Zerbst verlegt.
Im Jahre 1991 erwarb die Konrad-Adenauer-Stiftung die gesamte Anlage und führte von 1993 bis 1997 umfangreiche Umbauten zur Sanierung und Modernisierung durch. 1997 wurde Schloss Wendgräben als Bildungszentrum der Stiftung eröffnet. Im Dezember 2013 wurde Schloss Wendgräben an die Munitor-Gruppe verkauft und Ende 2014 als Tagungsstätte geschlossen.
Bis September 2024 befand sich in dem Gebäude eine private Fachklinik für Psychosomatik und Traditionelle Chinesische Medizin (TCM) mit den Behandlungsschwerpunkten Stressfolgeerkrankungen und Traumafolgestörungen.